# الفيلق 30 (المملكة المتحدة)
الفيلق 30 (Corps 30) أو (XXX Corps) كان فيلقًا من الجيش البريطاني خلال الحرب العالمية الثانية. تم تشكيل الفيلق في الصحراء الغربية في سبتمبر 1941. قدم خدمة واسعة النطاق في حملة شمال إفريقيا وكانت العديد من وحداتها تعمل في معركة العلمين الثانية في أواخر عام 1942. ثم شاركت في حملة تونس وشكلت الجناح الأيسر أثناء غزو الحلفاء لصقلية عام 1943.

## حملة شمال أفريقيا
تم تشكيل الفيلق 30 في الصحراء الغربية تحت قيادة الفريق فيفيان بوب في سبتمبر 1941. ولعب دورًا رئيسيًا في حملة الصحراء الغربية، حيث تم تشكيله في البداية للوحدات المدرعة البريطانية في شمال إفريقيا استعدادًا للعملية الصليبية، آخر محاولة بريطانية لتخفيف حصار طبرق.

## إنظر أيضا
• معركة عين الغزالة